# ۷ ژوئن
۷ ژوئن در تقویم گرگوری، صد و پنجاه و هشتمین (در سال‌های کبیسه صد و پنجاه و نهمین) روز سال است. ۲۰۷ روز تا پایان سال باقی است.

## رویدادها
- ۱۴۹۴ – امضای پیمان تردسییاس بین اسپانیا و پرتغال به منظور تقسیم سرزمین‌های تازه‌کشف‌شده
- ۱۹۶۴ – دانشگاه جرج تاون واشنگتن به محمد رضا شاه پهلوی دکترای افتخاری داد.
- ۲۰۱۷ – حملات تروریستی داعش در تهران

## زادروزها
- ۱۸۶۲ – فیلیپ لنارت، فیزیکدان مجارستانی و برنده جایزه فیزیک نوبل
- ۱۹۵۷ – اورهان پاموک، نویسنده اهل ترکیه و برنده جایزه ادبیات نوبل
- ۱۹۹۲ – میار الغیطی،  بازیگر مصری.[۱]

## مرگ‌ها
- ۱۹۵۴ – آلن تورینگ، ریاضی‌دان، منطق دان و رمز نگار بریتانیایی.
- ۲۰۱۳ – ریچارد رامیرز، قاتل زنجیره‌ای آمریکایی
- ۲۰۲۳ - آیرون شیخ،کشتی گیر حرفه ای آمریکایی.